# Tirynthoides lotana
Tirynthoides lotana är en fjärilsart som beskrevs av Butler 1870. Tirynthoides lotana ingår i släktet Tirynthoides och familjen tjockhuvuden. Inga underarter finns listade i Catalogue of Life.